# シサゴ郡 (ミネソタ州)
シサゴ郡（英: Chisago County、 [ʃɪˈsɑːɡoʊ] shə-SAH-go）は、アメリカ合衆国ミネソタ州の郡である。人口は5万6621人（2020年）。郡庁所在地はセンターシティであり、同郡で人口最大の都市はノースブランチである。

## 歴史
シサゴ郡はミネソタ州の多くの郡と同様に、19世紀半ばに移民してきたスウェーデン人に強く影響されている。1950年代にスウェーデンの作家ヴィルヘルム・モバーグがその小説『移民』のために研究を行ったのがこの地である。彫刻家イアン・ダドリーが制作したモバーグの銅像は、今にも動き出しそうに自転車を持っているものである。シサゴシティの公園にある台座の上に置かれている。スウェーデンのスモーランド地方リューダー出身である主人公のカール・オスカーとクリスティーナ・ニルソンは、キチサガ湖周辺に入植した。キチサガとはオジブウェ族インディアンの言葉で、出口のある大きな湖を意味する「キチサガ・イグン」から採られていた。この名前が後にチサゴ湖となった。初期開拓者の文化的遺産は毎年リンドストロームで開催されるカール・オスカーの日で祝われている。

## 地理
アメリカ合衆国国勢調査局に拠れば、郡域全面積は442.49平方マイル (1,146.0 km2)であり、このうち陸地417.63平方マイル (1,081.7 km2)、水域は24.86平方マイル (64.4 km2)で水域率は5.62％である。

### 主要高規格道路
| - 州間高速道路35号線 - アメリカ国道8号線 - アメリカ国道61号線 - ミネソタ州道95号線 | - ミネソタ州道243号線 - ミネソタ州道361号線 |

### 隣接する郡
- パイン郡 - 北
- バーネット郡 (ウィスコンシン州) - 北東
- ポーク郡 (ウィスコンシン州) - 東
- ワシントン郡 - 南
- アノーカ郡 - 南西
- アイサンティ郡 - 西
- カネイベク郡 - 北西

### 国立保護地域
- セントクロア国立景観河川路（部分）

## 人口動態

2000人口ピラミッド

以下は2000年国勢調査による人口統計データである。
| 基礎データ - 人口: 41,101人 - 世帯数: 14,454 世帯 - 家族数: 11,086 家族 - 人口密度: 38人/km2（98人/mi2） - 住居数: 15,533軒 - 住居密度: 14軒/km2（37軒/mi2） 人種別人口構成 - 白人: 97.21% - アフリカン・アメリカン: 0.51% - ネイティブ・アメリカン: 0.45% - アジア人: 0.70% - 太平洋諸島系: 0.03% - その他の人種: 0.31% - 混血: 0.80% - ヒスパニック・ラテン系: 1.15% 先祖による構成 - ドイツ系：31.3％ - スウェーデン系：18.1％ - ノルウェー系：11.3％ - アイルランド系：6.9％ 年齢別人口構成 - 18歳未満: 30.2% - 18-24歳: 7.1% - 25-44歳: 32.2% - 45-64歳: 20.7% - 65歳以上: 9.8% - 年齢の中央値: 34歳 - 性比（女性100人あたり男性の人口） - 総人口: 103.9 - 18歳以上: 101.7 | 世帯と家族（対世帯数） - 18歳未満の子供がいる: 41.0% - 結婚・同居している夫婦: 64.5% - 未婚・離婚・死別女性が世帯主:8.0% - 非家族世帯: 23.3% - 単身世帯: 18.4% - 65歳以上の老人1人暮らし: 7.4% - 平均構成人数 - 世帯: 2.79人 - 家族: 3.18人 収入と家計 - 収入の中央値 - 世帯: 52,012米ドル - 家族: 57,335米ドル - 性別 - 男性: 40,743米ドル - 女性: 27,653米ドル - 人口1人あたり収入: 21,013米ドル - 貧困線以下 - 対人口: 5.1% - 対家族数: 3.2% - 18歳未満: 5.4% - 65歳以上: 8.0% |

## 都市と郡区
| 都市 | 郡区 | 未編入の町                                                                              |
| --- | --- | --------------------------------------------------------------------------------------- |
| - センターシティ - 郡庁所在地 - ノースブランチ - シサゴシティ - ハリス - リンドストローム - ラッシュシティ - シェイファー - ステイシー - テイラーズフォールズ - ワイオミング | - アマダー - シサゴレイク - フィッシュレイク - フランコニア - レント - ネッセル - ラッシュセバ - シェイファー - サンライズ - ワイオミング | - アルメルンド - フランコニア - パームデール - ラッシュポイント - スターク - サンライズ |

## 気候と気象
近年、センターシティ市の平均気温は1月に最低の2°F (-17 ℃)、7月に最高の84°F (29 ℃) を記録したが、過去最低は1977年1月の-38°F (-39 ℃)、過去最高は1988年7月の104°F (40 ℃) である。月間平均降水量は1月の0.89インチ (23 mm) から6月の4.48インチ (114 mm) まで変化する。